# René Ngongo
René Ngongo (nascut a l'octubre de 1961 en Goma, Cóngo) és un biòleg congolès, ecologista i activista polític. Ngongo es va llicenciar en Biologia el 1987 a la Universitat de Kisangani.
Aviat va prendre consciència que la selva tropical del Congo, la segona massa forestal més gran del món, es troba amenaçada de destrucció especialment per la tala comercial i la mineria, però també per un ús irresponsable dels recursos. Per aquesta raó, un dels àmbits de treball inicials de Ngongo va ser la promoció de models d'utilització sostenible del territori que permetessin a la població local satisfer les seves necessitats d'aliment i combustible, millorant els seus ingressos, sense destruir la selva.
El 1994, va impulsar la creació de l'organització no governamental OCEAN (Organización Concertée des Ecologistes et Amis de la Nature) de la qual és Coordinador Nacional. L'objectiu general d'aquesta organització ambiental és la protecció dels recursos naturals de la República Democràtica del Congo. Inicialment va circumscriure la seva actuació a Kisangani, però més endavant va aconseguir estendre la seva ràdio d'acció al país sencer a través del recurs al treball voluntari.
Les principals activitats d'OCEAN són la agrosilvicultura (cultiu d'aliments en la selva sense destruir-la), la repoblació forestal d'espècies amenaçades, la repoblació urbana, la supervisió i control de l'explotació dels recursos naturals, així com una labor de sensibilització i conscienciació a través de campanyes realitzades en diversos mitjans de comunicació, especialment radio i televisió. Des de 1992 fins al 2000, Ngongo va dirigir un programa radiofònic setmanal ('L'Homme et son Environnement - MAZINGIRA') sobre la protecció de naturalesa i l'impacte econòmic i social de la desforestació. A partir d'aquestes actuacions, Ngongo va aconseguir cridar l'atenció sobre la problemàtica concreta de la selva congolesa a nivell nacional i internacional.
Durant la guerra civil (1996-2002) Ngongo i els seus col·laboradors van vigilar i van informar de l'explotació dels recursos naturals per part de les forces contendents. Diverses organitzacions internacionals i instituts de recerca van reconèixer a OCEAN com una font clau d'informació, com en el cas de la recerca duta a terme respecte a les operacions de mineria il·legal (diamants i altres minerals) que va contribuir a l'informe de panell d'experts del Consell de Seguretat de les Nacions Unides sobre l'explotació il·legal de recursos naturals en la República Democràtica del Congo. Els esforços de Ngongo i els seus col·laboradors es van centrar en aquest tema a partir de la seva constatació que la lluita pel control dels recursos naturals era la principal força impulsora del conflicte que va produir milions de víctimes en la República Democràtica del Congo.
Ngongo també va col·laborar amb el Consell d'Administració Forestal (FSC) i la Iniciativa de Transparència d'Indústries Extractiva (EITI). Després de la guerra civil la destrucció de la selva tropical de Congo es va intensificar a causa que l'actuació de les multinacionals silvicultores ja no es trobava amb els impediments d'actuar en una zona en guerra. A partir d'aquest moment OCEAN es va convertir en una de les organitzacions clau per difondre les pràctiques de tala irresponsables així com la feble gobernanza de les autoritats i la falta de transparència de les explotacions mineres i silvícoles. Des de llavors Ngongo va començar a rebre fortes pressions, amenaces, i intents d'intimidació.
Des de 2008, ha proporcionat assistència i assessorament a Greenpeace per al seu desenvolupament en el Congo.
René Ngongo va ser guardonat amb el Premi Right Livelihood l'any 2009, per “el seu coratge en l'enfrontament amb les forces que destrueixen les selves tropicals del Congo, per l'obtenció de suport polític per a la seva conservació i la seva contribució a l'ocupació sostenible".